# 第一海軍大臣
第一海軍大臣（英語：First Lord of the Admiralty），正式稱法為第一海軍大臣辦公室（英語：Office of the First Lord of the Admiralty），簡稱為第一大臣（First Lord）。是英國皇家海軍(及其前身英格蘭海軍)的內閣層級領導。為政府中的海軍事務的高級顧問，並負責決定海軍部的行動方向，在英格蘭王國、大不列顛王國及聯合王國時期都負責海軍的一般行政(包含皇家海軍及皇家海軍陸戰隊)。同時這也是已知最早的常設職位之一。除了是皇家海軍的政治領導外，第一海軍大臣同時還是運作海軍大臣辦公室之委員會主席（英語：President of the Board of Commissioners for Exercising the Office of Lord High Admiral；又称海軍部委員會主席），海军部委员会中包含文官及職業海軍軍官，其中最高級之海軍將領為第一海務大臣（First Sea Lord，即海軍參謀長）。第一海軍大臣於1628年設立，直到1964年廢除，其底下的海軍部則與陸軍部、空軍部及國防部共同合併為新的國防部，其職權則轉移給國防大臣。

## 歷史
1628年查理一世時期，英格蘭海軍大臣喬治·維利爾斯遭到暗殺，其部門被轉變為委員會，並受委員會的成員們控制。同年，理查·韋斯頓被任命為第一任第一海軍大臣，一開始這並不是一個常設的職位，直到1709年海軍部正式設立成為英國政府部門的一部份，並以第一海軍大臣為其領導，海軍部同時取代了稍早的海軍部及海運事務辦公室(Office of the Admiralty and Marine Affairs)。然而在17世紀及18世紀早期，海軍部有些時候並不會轉變為委員會，所以下方的第一海軍大臣清單中的任期有些間隔，而有一小部份第一大臣一度擔任海軍大臣。
光榮革命後，在威廉三世及瑪麗二世統治期間，英國國會於1690年通過海事法案，將原屬於英格蘭海軍大臣的權力歸屬於委員們，並成為內閣的常設職位。然而1701年，海軍部委員會一度遭到解散，1708年，在被指派而擔任海軍大臣的丹麥的喬治王子去世後，委員會於隔年即行重組，爾後除了1827至1828年間由克拉倫斯公爵(即後來的威廉四世)出任海軍大臣外，海軍部便一直由委員會負責管理。在平時，海軍部委員會由一些「委員會專員」所組成，並由第一海軍大臣所領導。
從1800年代早期開始，該職位一直由普通公民擔任(先前皇家海軍的旗官也會擔任這項職位)。1832年第一海軍大臣詹姆斯·格雷厄姆爵士進行改革，合併了海軍部委員會及海軍委員會。透過《1832海軍部法案》，只要兩名委員會專員即可合法化委員會的所有行動。在1868年，首相格萊斯頓指派休·柴爾德斯擔任第一海軍大臣，柴爾德斯為海軍部帶來了新的系統，然而這些改變限制了委員會成員之間的溝通，他們受到這些新規定的影響，導致委員會的運作完全停擺。此情況後來進一步加劇而導致了1870年的艦長號戰艦災難(一艘設計糟糕的海軍新戰艦)。
1869年1月14日，第一海軍大臣的責任和權力正式由樞密令所制定，稍後又制定另一道命令(1872年3月19日)規定第一海軍大臣需為海軍部的所有事物對君主及國會負責。然而，由於把海軍部委員會形容成第一海軍大臣的「助手」及明確定義他們的職責，這在事實上限制了部分海軍部委員會的集體權力。
1931年，第一海軍大臣自1709年以來首次不是內閣成員。
1946年，第一海軍大臣與陸軍大臣及空軍大臣共同被劃歸成為國防部長的從屬官員(國防部長創設於1940年以負責協調三軍及國防安全)。
1964年，第一海軍大臣遭到廢除，最後一任為喬治·傑利科(海軍元帥約翰·傑利科之子)，舊海軍部委員會的職責被轉移至新的海軍部委員會(Admiralty Board)，隸屬於英國國防委員會的一部分。
| '英國武裝部隊的主要內閣官員：' |                                                      |                                                                          |                                                     |                                                                |
|                                | 英國皇家海軍                                         | 英國陸軍                                                                 | 英國皇家空軍                                        | 協調三軍                                                       |
| 1628                           | 第一海軍大臣 (1628–1964) First Lord of the Admiralty |                                                                          |                                                     |                                                                |
| 1794                           | 第一海軍大臣 (1628–1964) First Lord of the Admiralty | 陸軍大臣 (1794–1801) Secretary of State for War                          |                                                     |                                                                |
| 1801                           | 第一海軍大臣 (1628–1964) First Lord of the Admiralty | 陸軍及殖民地大臣 (1801–1854) Secretary of State for War and the Colonies |                                                     |                                                                |
| 1854                           | 第一海軍大臣 (1628–1964) First Lord of the Admiralty | 陸軍大臣 (1854–1964) Secretary of State for War                          |                                                     |                                                                |
| 1919                           | 第一海軍大臣 (1628–1964) First Lord of the Admiralty | 陸軍大臣 (1854–1964) Secretary of State for War                          | 空軍大臣 (1919–1964) Secretary of State for Air     |                                                                |
| 1936                           | 第一海軍大臣 (1628–1964) First Lord of the Admiralty | 陸軍大臣 (1854–1964) Secretary of State for War                          | 空軍大臣 (1919–1964) Secretary of State for Air     | 國防協調部長 (1936–1940) Minister for Co-ordination of Defence |
| 1940                           | 第一海軍大臣 (1628–1964) First Lord of the Admiralty | 陸軍大臣 (1854–1964) Secretary of State for War                          | 空軍大臣 (1919–1964) Secretary of State for Air     | 國防部長 (1940–1964) Minister of Defence                       |
| 1964                           | 國防大臣 (1964–現在) Secretary of State for Defence  | 國防大臣 (1964–現在) Secretary of State for Defence                      | 國防大臣 (1964–現在) Secretary of State for Defence | 國防大臣 (1964–現在) Secretary of State for Defence            |

## 第一海軍大臣列表

### 英格蘭第一海軍大臣 (1628~1701)
| 肖像 | 姓名 (生卒年)                                       | 在任時間 | 在任時間 | 參考資料 |
| ---- | --------------------------------------------------- | -------- | -------- | -------- |
|      | 理查·韋斯頓 第一代 波特蘭伯爵 (1577–1634/35)        | 1628     | 1635     | [ 11 ]   |
|      | 羅伯特·伯蒂 第一代 林賽伯爵 (1582–1642)             | 1635     | 1636     | [ 12 ]   |
|      | 威廉·朱克森 倫敦主教 (1582–1663)                    | 1636     | 1638     | [ 13 ]   |
|      | 阿爾杰農·珀西 第十代 諾森伯蘭伯爵 (1602–1668)       | 1642     | 1643     | [ 13 ]   |
|      | 弗朗西斯·科廷頓 第一代 科廷頓男爵 (约1579–1652)     | 1643     | 1646     | [ 13 ]   |
|      | 亨利·卡佩爾 爵士 蒂克斯伯里選區國會議員 (1638–1696) | 1679     | 1681     | [ 14 ]   |
|      | 丹尼爾·芬奇 第二代 諾丁漢伯爵 (1647–1730)           | 1681     | 1684     | [ 15 ]   |
|      | 亞瑟·赫伯特 第一代 托靈頓伯爵 (约1648–1716)         | 1689     | 1690     | [ 16 ]   |
|      | 托馬斯·赫伯特 第八代 彭布羅克伯爵 (约1656–1733)     | 1690     | 1692     | [ 17 ]   |
|      | 查爾斯·康沃利斯 第三代 康沃利斯男爵 (1655–1698)     | 1692     | 1693     | [ 18 ]   |
|      | 安東尼·卡里 第五代 福克蘭子爵 (1656–1694)           | 1693     | 1694     | [ 19 ]   |
|      | 愛德華·拉塞爾 第一代 奧福德伯爵 (1653–1727)         | 1694     | 1699     | [ 20 ]   |
|      | 約翰·埃格頓 第三代 布里奇沃特伯爵 (1646–1701)       | 1699     | 1701     | [ 21 ]   |
|      | 托馬斯·赫伯特 第八代 彭布羅克伯爵 (约1656–1733)     | 1701     | 1702     | [ 22 ]   |

### 大不列顛第一海軍大臣 (1709~1801)
| 肖像                       | 名字 (生卒年)                                                                     | 在任時間 | 在任時間 | 所屬內閣                                        | 君主 (統治時間)      | 參考資料 |
| -------------------------- | --------------------------------------------------------------------------------- | -------- | -------- | ----------------------------------------------- | -------------------- | -------- |
|                            | 海軍元帥暨非常尊敬的 愛德華·拉塞爾 第一代 奧福德伯爵 PC (1653–1727)               | 1709     | 1710     | 戈多芬-馬爾博羅聯合內閣 (托利黨–輝格黨)         | 安妮女王 (1702–1714) | [ 23 ]   |
|                            | 海軍元帥 約翰·利克 爵士 羅徹斯特選區國會議員 (1656–1720)                          | 1710     | 1712     | 哈雷內閣                                        | 安妮女王 (1702–1714) | [ 24 ]   |
|                            | 陸軍中將暨非常尊敬的 湯馬斯·溫特沃斯 第一代 斯特拉福德伯爵 KG PC DL (约1672–1739) | 1712     | 1714     | 哈雷內閣                                        | 安妮女王 (1702–1714) | [ 25 ]   |
|                            | 海軍元帥暨非常尊敬的 愛德華·拉塞爾 第一代 奧福德伯爵 PC (1653–1727)               | 1714     | 1716     | 湯森內閣                                        | 喬治一世 (1714–1727) | [ 20 ]   |
|                            | 海軍中將暨非常尊敬的 詹姆斯·貝克利 第三代 貝克利伯爵 KG PC (1679–1736)            | 1717     | 1727     | 第一次斯坦厄普-桑德蘭內閣                       | 喬治一世 (1714–1727) | [ 26 ]   |
| 第二次斯坦厄普-桑德蘭內閣  | 海軍中將暨非常尊敬的 詹姆斯·貝克利 第三代 貝克利伯爵 KG PC (1679–1736)            | 1717     | 1727     |                                                 | 喬治一世 (1714–1727) | [ 26 ]   |
| 沃波爾-湯森內閣            | 海軍中將暨非常尊敬的 詹姆斯·貝克利 第三代 貝克利伯爵 KG PC (1679–1736)            | 1717     | 1727     |                                                 | 喬治一世 (1714–1727) | [ 26 ]   |
| 喬治二世 (1727–1760)       | 海軍中將暨非常尊敬的 詹姆斯·貝克利 第三代 貝克利伯爵 KG PC (1679–1736)            | 1717     | 1727     |                                                 |                      | [ 26 ]   |
|                            | 海軍元帥暨非常尊敬的 喬治·賓 第一代 托靈頓子爵 KB PC (1663–1733)                  | 1727     | 1733     | [ 27 ]                                          |                      |          |
| 沃波爾內閣                 | 海軍元帥暨非常尊敬的 喬治·賓 第一代 托靈頓子爵 KB PC (1663–1733)                  | 1727     | 1733     | [ 27 ]                                          |                      |          |
|                            | 海軍上將暨非常尊敬的 查爾斯·韋格 爵士 西敏選區國會議員 (1666–1743)                | 1733     | 1741     | [ 28 ]                                          |                      |          |
|                            | 非常尊敬的 丹尼爾·芬奇 第八代 溫奇爾西伯爵 PC (1689–1769)                         | 1741     | 1744     | [ 29 ]                                          |                      |          |
| 加特利內閣                 | 非常尊敬的 丹尼爾·芬奇 第八代 溫奇爾西伯爵 PC (1689–1769)                         | 1741     | 1744     | [ 29 ]                                          |                      |          |
|                            | 公爵閣下 (His Grace) 約翰·羅素 第四代 貝德福德公爵 PC FRS (1710–1771)             | 1744     | 1748     | 第一次及第二次 寬底內閣 (Broad Bottom ministry) | [ 30 ]               |          |
|                            | 非常尊敬的 約翰·孟塔古 第四代 三明治伯爵 PC FRS (1718–1792)                       | 1748     | 1751     | 第一次及第二次 寬底內閣 (Broad Bottom ministry) | [ 31 ]               |          |
|                            | 非常尊敬的 喬治·安森 第一代 安森男爵 PC FRS (1697–1762)                           | 1751     | 1756     | 第一次及第二次 寬底內閣 (Broad Bottom ministry) | [ 32 ]               |          |
| 第一次新堡內閣             | 非常尊敬的 喬治·安森 第一代 安森男爵 PC FRS (1697–1762)                           | 1751     | 1756     |                                                 | [ 32 ]               |          |
|                            | 非常尊敬的 理查德·格倫維爾-坦普爾 第二代 坦普爾伯爵 PC (1711–1779)                | 1756     | 1757     | 皮特-德文郡內閣                                 | [ 33 ]               |          |
|                            | 非常尊敬的 丹尼爾·芬奇 第八代 溫奇爾西伯爵 KG PC (1689–1769)                      | 1757     | 1757     | 1757看守內閣                                    | [ 29 ]               |          |
|                            | 海軍元帥暨非常尊敬的 喬治·安森 第一代 安森男爵 PC FRS (1697–1762)                 | 1757     | 1762     | 皮特-新堡內閣                                   | [ 34 ]               |          |
| 喬治三世 (1760–1820)       | 海軍元帥暨非常尊敬的 喬治·安森 第一代 安森男爵 PC FRS (1697–1762)                 | 1757     | 1762     | 皮特-新堡內閣                                   | [ 34 ]               |          |
|                            | 非常尊敬的 喬治·蒙泰古-鄧克 第二代 哈利法克斯伯爵 PC (1716–1771)                  | 1762     | 1762     | 比特內閣 (托利黨–輝格黨)                        | [ 35 ]               |          |
|                            | 非常尊敬的 喬治·格倫維爾 白金漢選區國會議員 (1712–1770)                           | 1762     | 1763     | 比特內閣 (托利黨–輝格黨)                        | [ 36 ]               |          |
|                            | 非常尊敬的 約翰·孟塔古 第四代 三明治伯爵 PC FRS (1718–1792)                       | 1763     | 1763     | 格倫維爾內閣                                    | [ 36 ]               |          |
|                            | 非常尊敬的 約翰·珀西瓦爾 第二代 艾格蒙伯爵 PC FRS (1711–1770)                     | 1763     | 1766     | 格倫維爾內閣                                    | [ 36 ]               |          |
| 第一次羅金漢內閣           | 非常尊敬的 約翰·珀西瓦爾 第二代 艾格蒙伯爵 PC FRS (1711–1770)                     | 1763     | 1766     |                                                 | [ 36 ]               |          |
| 查塔姆內閣 (托利黨–輝格黨) | 非常尊敬的 約翰·珀西瓦爾 第二代 艾格蒙伯爵 PC FRS (1711–1770)                     | 1763     | 1766     |                                                 | [ 36 ]               |          |
|                            | 海軍中將暨非常尊敬的 查爾斯·桑德斯 爵士 KB 赫敦選區國會議員 约1715–1775           | 1766     | 1766     | [ 37 ]                                          |                      |          |
|                            | 海軍元帥暨非常尊敬的 愛德華·霍克 爵士 KB 樸茨茅斯選區國會議員 (1705–1781)         | 1766     | 1771     | [ 38 ]                                          |                      |          |
| 格拉夫頓內閣               | 海軍元帥暨非常尊敬的 愛德華·霍克 爵士 KB 樸茨茅斯選區國會議員 (1705–1781)         | 1766     | 1771     | [ 38 ]                                          |                      |          |
| 諾斯內閣                   | 海軍元帥暨非常尊敬的 愛德華·霍克 爵士 KB 樸茨茅斯選區國會議員 (1705–1781)         | 1766     | 1771     | [ 38 ]                                          |                      |          |
|                            | 非常尊敬的 約翰·孟塔古 第四代 三明治伯爵 PC FRS (1718–1792)                       | 1771     | 1782     | [ 39 ]                                          |                      |          |
|                            | 海軍上將暨非常尊敬的 奧古斯都·吉寶 第一代 吉寶子爵 PC (1725–1786)                 | 1782     | 1783     | 第二次羅金漢內閣                                | [ 40 ]               |          |
| 謝爾本內閣 (托利黨–輝格黨) | 海軍上將暨非常尊敬的 奧古斯都·吉寶 第一代 吉寶子爵 PC (1725–1786)                 | 1782     | 1783     |                                                 | [ 40 ]               |          |
|                            | 海軍上將暨非常尊敬的 理察·何奧 第五代 何奧子爵 PC (1726–1799)                     | 1783     | 1783     | [ 41 ]                                          |                      |          |
|                            | 海軍上將暨非常尊敬的 奧古斯都·吉寶 第一代 吉寶子爵 PC (1725–1786)                 | 1783     | 1783     | 福克斯-諾斯內閣                                 | [ 42 ]               |          |
|                            | 海軍上將暨非常尊敬的 理察·何奧 第五代 何奧子爵 PC (1726–1799)                     | 1783     | 1788     | 第一次小皮特內閣                                | [ 43 ]               |          |
|                            | 非常尊敬的 約翰·皮特 第二代 查塔姆伯爵 KG PC (1756–1835)                          | 1788     | 1794     | 第一次小皮特內閣                                | [ 44 ]               |          |
|                            | 非常尊敬的 喬治·斯賓塞 第二代 斯賓塞伯爵 KG PC DL FRS FSA (1758–1834)             | 1794     | 1801     | 第一次小皮特內閣                                | [ 45 ]               |          |

### 聯合王國第一海軍大臣(1801~1964)
| 肖像                                            | 肖像 | 姓名 (生卒年)                                                                                      | 在任時間 | 在任時間                  | 政黨          | 所屬內閣                                               | 君主 (統治時間)      |
| ----------------------------------------------- | ---- | -------------------------------------------------------------------------------------------------- | -------- | ------------------------- | ------------- | ------------------------------------------------------ | -------------------- |
|                                                 |      | 非常尊敬的 約翰·傑維斯 第一代 聖文森特伯爵 PC (1735–1823)                                          | 1801     | 1804                      | 輝格黨        | 第一次小皮特內閣                                       | 喬治三世 (1760–1820) |
| 阿丁頓內閣                                      |      | 非常尊敬的 約翰·傑維斯 第一代 聖文森特伯爵 PC (1735–1823)                                          | 1801     | 1804                      | 輝格黨        |                                                        | 喬治三世 (1760–1820) |
|                                                 |      | 非常尊敬的 亨利·鄧達斯 第一代 梅爾維爾子爵 PC (1742–1811)                                          | 1804     | 1805                      | 托利黨        | 第二次小皮特內閣                                       | 喬治三世 (1760–1820) |
|                                                 |      | 非常尊敬的 查爾斯·米德爾頓 第一代 巴勒姆男爵 PC (1726–1813)                                        | 1805     | 1806                      | 托利黨        | 第二次小皮特內閣                                       | 喬治三世 (1760–1820) |
|                                                 |      | 非常尊敬的 查爾斯·格雷 霍威克子爵 諾森伯蘭選區國會議員 (1764–1845)                                 | 1806     | 1806                      | 輝格黨        | 賢能內閣(格倫維爾聯合內閣) (輝格黨–托利黨)             | 喬治三世 (1760–1820) |
|                                                 |      | 非常尊敬的 托馬斯·格倫維爾 白金漢選區國會議員 (1755–1846)                                          | 1806     | 1807                      | 輝格黨        | 賢能內閣(格倫維爾聯合內閣) (輝格黨–托利黨)             | 喬治三世 (1760–1820) |
|                                                 |      | 非常尊敬的 亨利·菲普斯 第三代 馬爾格雷夫男爵 PC (1755–1831)                                        | 1807     | 1810                      | 托利黨        | 第二次波特蘭內閣                                       | 喬治三世 (1760–1820) |
| 珀西瓦爾內閣                                    |      | 非常尊敬的 亨利·菲普斯 第三代 馬爾格雷夫男爵 PC (1755–1831)                                        | 1807     | 1810                      | 托利黨        |                                                        | 喬治三世 (1760–1820) |
|                                                 |      | 非常尊敬的 查爾斯·菲利普·約克 聖日爾門選區國會議員 (1764–1834)                                     | 1810     | 1812                      | 托利黨        |                                                        | 喬治三世 (1760–1820) |
|                                                 |      | 非常尊敬的 羅伯特·鄧達斯 第二代 梅爾維爾子爵 KT PC FRS (1771–1851)                                 | 1812     | 1827                      | 托利黨        | 利物浦內閣                                             | 喬治三世 (1760–1820) |
| 喬治四世 (1820–1830)                            |      | 非常尊敬的 羅伯特·鄧達斯 第二代 梅爾維爾子爵 KT PC FRS (1771–1851)                                 | 1812     | 1827                      | 托利黨        | 利物浦內閣                                             |                      |
|                                                 |      | 殿下(His Royal Highness) 威廉·亨利王子 克拉倫斯公爵 海軍大臣 (1765–1837)                           | 1827     | 1828                      | —             | 坎寧聯合內閣 (坎寧派–輝格黨)                           |                      |
| 戈德里奇聯合內閣 (坎寧派–輝格黨)                |      | 殿下(His Royal Highness) 威廉·亨利王子 克拉倫斯公爵 海軍大臣 (1765–1837)                           | 1827     | 1828                      | —             |                                                        |                      |
|                                                 |      | 非常尊敬的 羅伯特·鄧達斯 第二代 梅爾維爾子爵 KT PC FRS (1771–1851)                                 | 1828     | 1830                      | 托利黨        | 威靈頓-皮爾內閣                                        |                      |
| 威廉四世 (1830–1837)                            |      | 非常尊敬的 羅伯特·鄧達斯 第二代 梅爾維爾子爵 KT PC FRS (1771–1851)                                 | 1828     | 1830                      | 托利黨        | 威靈頓-皮爾內閣                                        |                      |
|                                                 |      | 非常尊敬的 詹姆斯·格雷厄姆 爵士 Bt 東坎伯蘭選區國會議員 (1792–1861)                                | 1830     | 1834                      | 輝格黨        | 格雷內閣                                               |                      |
|                                                 |      | 非常尊敬的 喬治·伊登 第二代 奧克蘭男爵 PC (1784–1849)                                              | 1834     | 1834                      | 輝格黨        | 格雷內閣                                               |                      |
| 第一次墨爾本內閣                                |      | 非常尊敬的 喬治·伊登 第二代 奧克蘭男爵 PC (1784–1849)                                              | 1834     | 1834                      | 輝格黨        |                                                        |                      |
| 威靈頓看守內閣                                  |      | 非常尊敬的 喬治·伊登 第二代 奧克蘭男爵 PC (1784–1849)                                              | 1834     | 1834                      | 輝格黨        |                                                        |                      |
|                                                 |      | 非常尊敬的 托馬斯·羅賓遜 第二代 德格雷伯爵 PC (1781–1859)                                          | 1834     | 1835                      | 保守黨        | 第一次皮爾內閣                                         |                      |
|                                                 |      | 非常尊敬的 喬治·伊登 第二代 奧克蘭男爵 GCB PC (1784–1849)                                          | 1835     | 1835                      | 輝格黨        | 第二次墨爾本內閣                                       |                      |
|                                                 |      | 非常尊敬的 吉爾伯特·埃利奧特-默里-肯尼蒙 第二代 明托伯爵 GCB PC (1782–1859)                        | 1835     | 1841                      | 輝格黨        | 第二次墨爾本內閣                                       |                      |
| 維多利亞 (1837–1901)                            |      | 非常尊敬的 吉爾伯特·埃利奧特-默里-肯尼蒙 第二代 明托伯爵 GCB PC (1782–1859)                        | 1835     | 1841                      | 輝格黨        | 第二次墨爾本內閣                                       |                      |
|                                                 |      | 非常尊敬的 托馬斯·漢密爾頓 第九代 哈丁頓伯爵 PC FRS (1780–1858)                                    | 1841     | 1846                      | 保守黨        | 第二次皮爾內閣                                         |                      |
|                                                 |      | 非常尊敬的 第一代艾倫博羅伯爵愛德華·勞 第一代 艾倫伯勒伯爵 GCB PC 1790–1871)                       | 1846     | 1846                      | 保守黨        | 第二次皮爾內閣                                         |                      |
|                                                 |      | 非常尊敬的 喬治·伊登 第一代 奧克蘭伯爵 GCB PC (1784–1849)                                          | 1846     | 1849                      | 輝格黨        | 第一次羅素內閣                                         |                      |
|                                                 |      | 非常尊敬的 弗朗西斯·巴林 爵士 Bt 樸茨茅斯選區國會議員 (1796–1866)                                  | 1849     | 1852                      | 輝格黨        | 第一次羅素內閣                                         |                      |
|                                                 |      | 公爵閣下 (His Grace) 阿爾杰農·珀西 第四代 諾森伯蘭公爵 PC (1792–1865)                              | 1852     | 1852                      | 保守黨        | Who? Who?內閣 (德比內閣)                               |                      |
|                                                 |      | 非常尊敬的 詹姆斯·格雷厄姆 爵士 Bt GCB 卡萊爾選區國會議員 (1792–1861)                              | 1852     | 1855                      | 皮爾黨        | 亞伯丁聯合內閣 (皮爾黨–輝格黨)                         |                      |
| 第一次帕默斯頓內閣                              |      | 非常尊敬的 詹姆斯·格雷厄姆 爵士 Bt GCB 卡萊爾選區國會議員 (1792–1861)                              | 1852     | 1855                      | 皮爾黨        |                                                        |                      |
|                                                 |      | 非常尊敬的 查爾斯·伍德 爵士 Bt GCB 哈利法克斯選區國會議員 (1800–1885)                              | 1855     | 1858                      | 輝格黨        |                                                        |                      |
|                                                 |      | 非常尊敬的 約翰·帕金頓 爵士 Bt FRS 德羅伊特威奇選區國會議員 (1799–1880)                            | 1858     | 1859                      | 保守黨        | 第二次德比-迪斯雷利內閣                                |                      |
|                                                 |      | 公爵閣下 (His Grace) 愛德華·西摩 第12代 薩默塞特公爵 KG PC (1804–1885)                             | 1859     | 1866                      | 自由黨        | 第二次帕默斯頓內閣                                     |                      |
| 第二次羅素內閣                                  |      | 公爵閣下 (His Grace) 愛德華·西摩 第12代 薩默塞特公爵 KG PC (1804–1885)                             | 1859     | 1866                      | 自由黨        |                                                        |                      |
|                                                 |      | 1866                                                                                               | 1866     | 1867                      | 保守黨        | 第三次德比-迪斯雷利內閣                                |                      |
|                                                 |      | 非常尊敬的 亨利·洛瑞-科里 泰隆選區國會議員 (1803–1873)                                             | 1867     | 1868                      | 保守黨        | 第三次德比-迪斯雷利內閣                                |                      |
|                                                 |      | 非常尊敬的 休·柴爾德斯 龐蒂弗拉克特選區國會議員 (1827–1896)                                        | 1868     | 1871                      | 自由黨        | 第一次格萊斯頓內閣                                     |                      |
|                                                 |      | 非常尊敬的 喬治·戈申 倫敦市(City of London)選區國會議員 (1831–1907)                                | 1871     | 1874                      | 自由黨        | 第一次格萊斯頓內閣                                     |                      |
|                                                 |      | 非常尊敬的 喬治·沃德·亨特 北安普敦郡北部選區國會議員 (1825–1877)                                   | 1874     | 1877                      | 保守黨        | 第二次迪斯雷利內閣                                     |                      |
|                                                 |      | 非常尊敬的 威廉·亨利·史密斯 西敏選區國會議員 (1825–1891)                                           | 1877     | 1880                      | 保守黨        | 第二次迪斯雷利內閣                                     |                      |
|                                                 |      | 非常尊敬的 托馬斯·巴林 第一代 諾斯布魯克伯爵 GCSI PC FRS (1826–1904)                               | 1880     | 1885                      | 自由黨        | 第二次格萊斯頓內閣                                     |                      |
|                                                 |      | 非常尊敬的 喬治·漢密爾頓 勳爵 伊靈選區國會議員 (1845–1927)                                         | 1885     | 1886                      | 保守黨        | 第一次索爾斯伯利內閣                                   |                      |
|                                                 |      | 最尊敬的(The Most Honourable) 第一代里彭侯爵喬治·羅賓遜 第一代 里彭侯爵 GCSI CIE VD PC (1827–1909) | 1886     | 1886                      | 自由黨        | 第三次格萊斯頓內閣                                     |                      |
|                                                 |      | 非常尊敬的 喬治·漢密爾頓 勳爵 伊靈選區國會議員 (1845–1927)                                         | 1886     | 1892                      | 保守黨        | 第二次索爾斯伯利內閣                                   |                      |
|                                                 |      | 非常尊敬的 約翰·斯賓塞 第五代 斯賓塞伯爵 KG PC (1835–1910)                                         | 1892     | 1895                      | 自由黨        | 第四次格萊斯頓內閣                                     |                      |
| 羅斯伯里內閣                                    |      | 非常尊敬的 約翰·斯賓塞 第五代 斯賓塞伯爵 KG PC (1835–1910)                                         | 1892     | 1895                      | 自由黨        |                                                        |                      |
|                                                 |      | 非常尊敬的 喬治·戈申 聖喬治及漢諾威廣場選區國會議員 (1831–1907)                                    | 1895     | 1900                      | 保守黨        | (第三次&第四次) 索爾斯伯利聯合內閣 (保守黨–自由統一黨) |                      |
|                                                 |      | 非常尊敬的 威廉·帕爾默 第二代 塞爾伯恩伯爵 PC (1859–1942)                                          | 1900     | 1905                      | 自由統一黨    | (第三次&第四次) 索爾斯伯利聯合內閣 (保守黨–自由統一黨) |                      |
| 愛德華七世 (1901–1910)                          |      | 非常尊敬的 威廉·帕爾默 第二代 塞爾伯恩伯爵 PC (1859–1942)                                          | 1900     | 1905                      | 自由統一黨    | (第三次&第四次) 索爾斯伯利聯合內閣 (保守黨–自由統一黨) |                      |
| 貝爾福聯合內閣 (保守黨–自由統一黨)              |      | 非常尊敬的 威廉·帕爾默 第二代 塞爾伯恩伯爵 PC (1859–1942)                                          | 1900     | 1905                      | 自由統一黨    |                                                        |                      |
|                                                 |      | 非常尊敬的 弗雷德里克·坎貝爾 第三代 考多爾伯爵 PC DL (1847–1911)                                   | 1905     | 1905                      | 保守黨        |                                                        |                      |
|                                                 |      | 非常尊敬的 愛德華·馬喬里班克斯 第二代 特威德茅斯勳爵 PC (1849–1909)                                | 1905     | 1908                      | 自由黨        | 甘貝爾-班納曼內閣                                      |                      |
|                                                 |      | 非常尊敬的 雷金納德·麥克納 北蒙茅斯郡選區國會議員 (1863–1943)                                      | 1908     | 1911                      | 自由黨        | (第一次~第三次) 阿斯奎斯內閣                           |                      |
| 喬治五世 (1910–1936)                            |      | 非常尊敬的 雷金納德·麥克納 北蒙茅斯郡選區國會議員 (1863–1943)                                      | 1908     | 1911                      | 自由黨        | (第一次~第三次) 阿斯奎斯內閣                           |                      |
|                                                 |      | 非常尊敬的 溫斯頓·邱吉爾 鄧迪選區國會議員 (1874–1965)                                              | 1911     | 1915                      | 自由黨        | (第一次~第三次) 阿斯奎斯內閣                           |                      |
|                                                 |      | 非常尊敬的 亞瑟·貝爾福 FRS DL 倫敦市選區國會議員 (1848–1930)                                       | 1915     | 1916                      | 保守黨        | 阿斯奎斯聯合內閣 (自由黨–保守黨–和其他政黨)            |                      |
|                                                 |      | 非常尊敬的 愛德華·卡森 爵士 QC 都柏林大學選區國會議員 (1854–1935)                                  | 1916     | 1917                      | 保守黨        | (第一次&第二次) 勞合喬治內閣                           |                      |
|                                                 |      | 非常尊敬的 埃里克·格德斯 爵士 GCB GBE 劍橋選區國會議員 (1875–1937)                                 | 1917     | 1919                      | 保守黨        | (第一次&第二次) 勞合喬治內閣                           |                      |
|                                                 |      | 非常尊敬的 沃爾特·朗 FRS 西敏聖喬治選區國會議員 (1854–1924)                                        | 1919     | 1921                      | 保守黨        | (第一次&第二次) 勞合喬治內閣                           |                      |
|                                                 |      | 非常尊敬的 亞瑟·李 第一代 費勒姆的李男爵 GBE KCB PC (1868–1947)                                    | 1921     | 1922                      | 保守黨        | (第一次&第二次) 勞合喬治內閣                           |                      |
|                                                 |      | 非常尊敬的 里奧·艾默里 伯明罕及斯帕克布魯克選區國會議員 (1873–1955)                                | 1922     | 1924                      | 保守黨        | 勞內閣                                                 |                      |
| 第一次鮑德溫內閣                                |      | 非常尊敬的 里奧·艾默里 伯明罕及斯帕克布魯克選區國會議員 (1873–1955)                                | 1922     | 1924                      | 保守黨        |                                                        |                      |
|                                                 |      | 非常尊敬的 弗雷德里克·塞西格 第一代 切爾姆斯福德子爵 GCSI GCIE GBE PC (1868–1933)                  | 1924     | 1924                      | 無黨籍        | 第一次麥克唐納內閣                                     |                      |
|                                                 |      | 非常尊敬的 威廉·克萊夫·布里奇曼 JP DL 奧斯沃斯特里選區國會議員 (1864–1935)                         | 1924     | 1929                      | 保守黨        | 第二次鮑德溫內閣                                       |                      |
|                                                 |      | 非常尊敬的 阿爾伯特·維克多·亞歷山大 雪菲爾和希爾斯伯勒選區國會議員 (1885–1965)                     | 1929     | 1931                      | 工黨 (合作黨) | 第二次麥克唐納內閣                                     |                      |
|                                                 |      | 非常尊敬的 奧斯汀·張伯倫 爵士 KG 西伯明罕選區國會議員 (1863–1937)                                  | 1931     | 1931                      | 保守黨        | 第一次國民政府 (國民工黨組織–保守黨–和其他政黨)        |                      |
|                                                 |      | 非常尊敬的 博爾頓·艾爾斯-蒙塞爾 第一代 蒙塞爾子爵 GBE PC (1881–1969)                               | 1931     | 1936                      | 保守黨        | 第二次國民政府                                         |                      |
| 第三次國民政府 (保守黨–國民工黨組織–和其他政黨) |      | 非常尊敬的 博爾頓·艾爾斯-蒙塞爾 第一代 蒙塞爾子爵 GBE PC (1881–1969)                               | 1931     | 1936                      | 保守黨        |                                                        |                      |
| 愛德華八世 (1936)                               |      | 非常尊敬的 博爾頓·艾爾斯-蒙塞爾 第一代 蒙塞爾子爵 GBE PC (1881–1969)                               | 1931     | 1936                      | 保守黨        |                                                        |                      |
|                                                 |      | 非常尊敬的 塞繆爾·霍爾 爵士 Bt GCSI GBE CMG JP 切爾西選區國會議員 (1880–1959)                      | 1936     | 1937                      | 保守黨        |                                                        |                      |
| 喬治六世 (1936–1952)                            |      | 非常尊敬的 塞繆爾·霍爾 爵士 Bt GCSI GBE CMG JP 切爾西選區國會議員 (1880–1959)                      | 1936     | 1937                      | 保守黨        |                                                        |                      |
|                                                 |      | 非常尊敬的 達夫·庫珀 DSO 西敏聖喬治選區國會議員 (1890–1954)                                        | 1937     | 1938                      | 保守黨        | 第四次國民政府                                         |                      |
|                                                 |      | 非常尊敬的 詹姆斯·斯坦霍普 第七代 斯坦霍普伯爵 KG DSO MC PC (1880–1967)                            | 1938     | 1939                      | 保守黨        | 第四次國民政府                                         |                      |
|                                                 |      | 非常尊敬的 溫斯頓·邱吉爾 CH TD 埃平選區國會議員 (1874–1965)                                        | 1939     | 1940                      | 保守黨        | 張伯倫戰時內閣                                         |                      |
|                                                 |      | 非常尊敬的 阿爾伯特·維克多·亞歷山大 CH 雪菲爾和希爾斯伯勒選區國會議員 (1885–1965)                  | 1940     | 1945                      | 工黨 (合作黨) | 邱吉爾戰時內閣 (所有政黨)                              |                      |
|                                                 |      | 非常尊敬的 布倫丹·布雷肯 北派丁頓選區國會議員 (1901–1958)                                          | 1945     | 1945                      | 保守黨        | 邱吉爾看守內閣 (保守黨–國民自由黨)                     |                      |
|                                                 |      | 非常尊敬的 阿爾伯特·維克多·亞歷山大 CH 雪菲爾和希爾斯伯勒選區國會議員 (1885–1965)                  | 1945     | 1946                      | 工黨 (合作黨) | (第一次&第二次) 艾德禮內閣                             |                      |
|                                                 |      | 非常尊敬的 喬治·霍爾 第一代 霍爾子爵 PC (1881–1965)                                                | 1946     | 1951                      | 工黨          | (第一次&第二次) 艾德禮內閣                             |                      |
|                                                 |      | 非常尊敬的 弗蘭克·帕克納姆 第一代 帕克納姆男爵 PC (1905–2001)                                      | 1951     | 1951                      | 工黨          | (第一次&第二次) 艾德禮內閣                             |                      |
|                                                 |      | 非常尊敬的 詹姆斯·湯馬斯 第一代 西爾森寧子爵 PC (1903–1960)                                        | 1951     | 1956                      | 保守黨        | 第三次邱吉爾內閣                                       |                      |
| 伊莉莎白二世 (1952–現在)                        |      | 非常尊敬的 詹姆斯·湯馬斯 第一代 西爾森寧子爵 PC (1903–1960)                                        | 1951     | 1956                      | 保守黨        | 第三次邱吉爾內閣                                       |                      |
| 艾登內閣                                        |      | 非常尊敬的 詹姆斯·湯馬斯 第一代 西爾森寧子爵 PC (1903–1960)                                        | 1951     | 1956                      | 保守黨        |                                                        |                      |
|                                                 |      | 非常尊敬的 昆汀·霍格 第二代 海爾什姆子爵 PC QC (1907–2001)                                         | 1956     | 1957                      | 保守黨        |                                                        |                      |
|                                                 |      | 非常尊敬的 喬治·道格拉斯-漢密爾頓 第十代 塞爾扣克伯爵 AFC AE PC QC (1906–1994)                     | 1957     | 1959                      | 保守黨        | (第一次&第二次) 麥米倫內閣                             |                      |
|                                                 |      | 非常尊敬的 彼得·卡靈頓 第六代 卡靈頓男爵 KCMG MC PC DL (1919–2018)                                 | 1959     | 1963                      | 保守黨        | (第一次&第二次) 麥米倫內閣                             |                      |
|                                                 |      | 非常尊敬的 喬治·傑利科 第二代 傑利科伯爵 DSO MC PC (1918–2007)                                     | 1963     | 1964 (部門 被轉移 至君主) | 保守黨        | 道格拉斯-休姆內閣                                      |                      |

1964年4月1日起，伊莉莎白二世被想當然地認定為海軍大臣，皇家海軍的部長級負責人改為新成立的國防大臣。
註記
1. ↑  1628年起成為韋斯頓男爵，1633年成為波特蘭伯爵。
2. ↑  1638–1642年間擔任海軍大臣。
3. ↑  1689年擔任海軍大臣。
4. ↑  1734年以前為樸茨茅斯選區（英语：Portsmouth (UK Parliament constituency)）國會議員，1734年後為西敏選區（英语：Westminster (UK Parliament constituency)）國會議員。
5. ↑  1811年2月5日起由威爾斯親王(後來的喬治四世)進行攝政。
6. ↑  1811年2月5日起由威爾斯親王(後來的喬治四世)進行攝政。
7. ↑  同時也是海軍大臣
8. ↑  1832年前為坎伯蘭選區（英语：Cumberland (UK Parliament constituency)）國會議員，1832年後為東坎伯蘭選區（英语：East Cumberland (UK Parliament constituency)）國會議員
9. ↑  國民政府為泛指部份或所有主要黨派合組的聯合政府。
10. ↑  1935年前為伊夫舍姆選區（英语：Evesham (UK Parliament constituency)）國會議員，之後受封為蒙塞爾子爵。
11. ↑  1955年以前為赫里福德選區（英语：Hereford (UK Parliament constituency)）國會議員，之後受封為西爾森寧子爵

## 第一海軍大臣下轄單位
- 英國海軍部及海運事務辦公室（英语：Admiralty in the 17th century） Admiralty and Marine Affairs Office (1628~1709)
- 英國海軍部 Admiralty Department (1709~1964)
- 海軍部委員會（英语：Board of Admiralty） Board of Admiralty (1628~1964)
- 海軍委員會（英语：Navy Board） Navy Board (1628~1832)
- 傷病委員會（英语：Sick and Hurt Commissioners） Sick and Hurt Board (1653~1806)
- 運輸委員會（英语：Transport Board (Royal Navy)） Transport Board (1690~1724, 1794~1817)
- 運補委員會（英语：Victualling Commissioners） Victualling Board (1683~1832)
- 海軍部文務大臣辦公室（英语：Civil Lord of the Admiralty） Office of the Civil Lord of the Admiralty
- 第二海軍作戰大臣辦公室 Office of the Senior Naval Lord (1689~1771)
- 第一海軍作戰大臣辦公室 Office of the First Naval Lord (1771~1904)
- 第一海務大臣辦公室 Office of the First Sea Lord (1904~1917)
- 第一海務大臣兼海軍參謀長辦公室 Office of the First Sea Lord and Chief of Naval Staff (1917~1964)
- 第一海軍大臣私人秘書辦公室（英语：Naval Secretary） Office of the Private Secretary to the First Lord of the Admiralty (1800~1910)
- 海軍秘書辦公室（英语：Naval Secretary） Office of the Naval Secretary (1910~1964)
- 海軍部委員會秘書辦公室（英语：Parliamentary and Financial Secretary to the Admiralty） Office of the Secretary to the Admiralty (1660~1763)
- 海軍部委員會第一秘書辦公室（英语：Parliamentary and Financial Secretary to the Admiralty） Office of the First Secretary to the Admiralty (1763~1871)
- 海軍部委員會國會秘書辦公室（英语：Parliamentary and Financial Secretary to the Admiralty） Office of the Parliamentary Secretary to the Admiralty (1871~1886)
- 海軍部委員會國會兼財政秘書辦公室（英语：Parliamentary and Financial Secretary to the Admiralty） Office of the Parliamentary and Financial Secretary to the Admiralty (1886~1959)
- 海軍部委員會常務秘書辦公室（英语：Permanent Secretary to the Admiralty） Office of the Permanent Secretary to the Admiralty (1882~1964)

## 藝文作品中的第一大臣

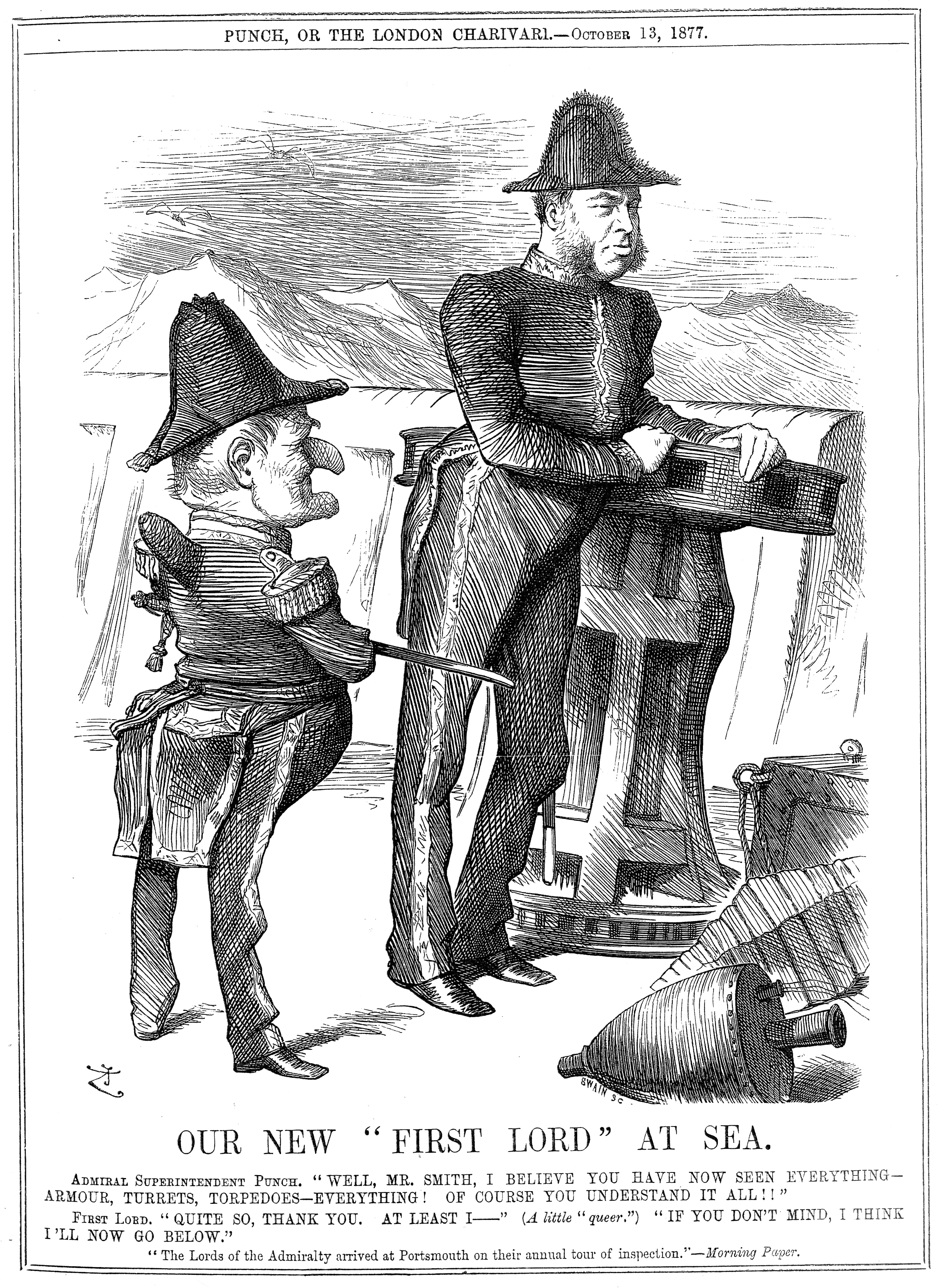
在1877年10月13日的《笨拙雜誌》(Punch)諷刺卡通中，描繪了時任第一海軍大臣的威廉·亨利·史密斯 (英國政治人物)說：「我想我現在要走下甲板了」(I think I'll now go below.)。在皮納福號軍艦中，約瑟夫·亨利·波特爵士也唱了類似的臺詞：「當和風吹來時，我通常會走下甲板。」(When the breezes blow / I generally go below)

在吉伯特與蘇利文的喜歌劇——皮納福號軍艦(1878)中，一位主要角色名叫約瑟夫·亨利·波特爵士(獲巴斯勳章)，是一位「極端的」第一大臣。威廉·S·吉伯特寫給亞瑟·蘇利文說他並沒有打算去描繪保守黨籍威廉·亨利·史密斯的真實生平——第一大臣、書商與報刊經銷商，儘管某些公眾包括迪斯雷利首相(後來他將史密斯稱為「皮納福史密斯」)都認為波特爵士就是史密斯。同行則分享了其在海軍背景上非常知名的不足。該角色也被認為實際上是在描繪史密斯真正「極端的」前任，即1868~1871年間擔任第一大臣休·柴爾德斯。

## 資料來源
- Bell, Christopher M. "Sir John Fisher’s Naval Revolution Reconsidered: Winston Churchill at the Admiralty, 1911-1914." War in History 18.3 (2011): 333–356. online[]
- 查爾斯·伊恩·漢密爾頓（英语：Charles Iain Hamilton） (2011). The Making of the Modern Admiralty: British Naval Policy-Making, 1805–1927. Cambridge: Cambridge University Press. ISBN 9780521765183.
- 尼古拉斯·A·M·羅傑（英语：Nicholas A. M. Rodger）, The Admiralty (Lavenham, 1979)
- 約翰·桑蒂（英语：John Sainty (parliamentary official)） Admiralty Officials, 1660–1870 (London, 1975)